# كلاوديو بينيتي
كلاوديو بينيتي (بالإسبانية: Claudio Benetti)‏ هو لاعب كرة قدم أرجنتيني في مركز الوسط، ولد في 16 فبراير 1971 في قرطبة في الأرجنتين. لعب مع بوكا جونيورز ونادي أتليتيكو بيلغرانو ونادي دالاس ونادي ميلغار أريكيبا ونويفا شيكاجو.